# Khashshum
Khashshum va ser un regne hurrita que existia cap al 1800 aC.
De tots els estats hurrites de l'època, Khashshum i Urshu n'eren els principals. Khashshum estava situat al nord de Karkemish. El rei hitita Labarnas I la va conquerir i es va emportar els seus tresors.